# 马草河
马草河是北京地区的一条河流，凉水河的支流。
位于丰台区境内，先后流经玉泉营、马家堡，最后汇入凉水河。全长12.2公里，流域面积33平方公里。其上游有卢沟桥污水处理厂，下游与南三环路平行。